# Morze Salomona
Morze Salomona – morze położone między Wyspami Salomona, Nową Gwineą i Archipelagiem Bismarcka, na Oceanie Spokojnym. Powierzchnia około 720 tys. kilometrów kwadratowych, średnia głębia ok. 2430 m, największa – 9140 m (Rów Bougainville’a). 
Morze bardzo ciepłe, temperatura wody powierzchniowej utrzymuje się stale powyżej 27 °C, latem osiąga 29 °C.